# Arandaspis
Genre
Espèce
Arandaspis est un genre éteint de vertébrés marins agnathes (sans mâchoire) à l'allure de poisson ayant vécu en Australie à l'Ordovicien il y a environ 480 à 460 Ma (millions d'années).

## Étymologie
Il se nomme ainsi du fait du lieu de sa découverte. Habitent près de ce lieu les Aranda, tribus aborigènes, d'où son nom. 

## Description
Arandaspis n'a pas de mâchoire et est entouré d'une carapace. Il est proche de l'origine des vertébrés.
Arandaspis prionotolepis est la seule espèce de ce genre.